# سوق الجمعة (صفاقس)
سوق الجمعة هو أول سوق أحدث بصفاقس وقد سبق بناء السور والجامع الكبير. يقع في وسط المدينة، شرق الجامع الكبير، بين نهج هذا الأخير ونهج الباي.

## تاريخه[1]
نظرا لموقعه الغير بعيد عن البحر، فان هذا السوق،  كان مقصدا لإنتاج سكان القرى و الجزر المجاورة قبل بناء المدينة.
سمي باسمه هذا، نسبة إلى اليوم الذي كان يحفل  فيه «يوم الجمعة»، و قد كان يباع فيه كلّ شئ حتي شيّدت الأسواق الأخرى و نُظمت و تخصصت كلّ سوق بما أحدثت لأجله. إلى أن أصبح سوق الجمعة القديم مكرسًا لبيع الثياب القديمة و الأثاث العتيق.
يحفل السوق الجمعة اليوم في كامل أيام الأسبوع.

## عمارته[1]
تصميمه الموجود هو غير تصميمه الأول و قد سميَّ في القرن الثالث عشر هجري  سوق القشاشين حسب ما ورد في وثيقة مؤرخة عام 1262 هجري. و في أول هذا القرن كان بوسطه مقهاة مكان خزان النور الكهربائي و ماجل الماء.
و في العهد الحسيني أسست به مدرسة بها مسجد للصلاة و بيوت عديدة  لسكنى  طلبة الجامع الأعظم. كما أسس به من الجنوب، غرب المدرسة مسجد هو مسجد الأتراك.